# Anolis kreutzi
Espèce
Synonymes
- Norops kreutzi Mccranie, Köhler & Wilson, 2000

Anolis kreutzi est une espèce de sauriens de la famille des Dactyloidae. 

## Répartition
Cette espèce est endémique du Nord-Ouest du Honduras.

## Étymologie
Cette espèce est nommée en l'honneur de Joerg Kreutz.

## Publication originale
- McCranie, Köhler & Wilson, 2000 : Two new species of anoles from northwestern Honduras related to Norops laeviventris (Squamata: Polychrotidae). Senckenbergiana Biologica, vol. 80, no 1/2, p. 213-223.